# Luxembourg aux Jeux olympiques d'été de 2020
Le Luxembourg participe aux Jeux olympiques d'été de 2020 à Tokyo au Japon qui se déroulent du 23 juillet au 8 août 2021. Il s'agit de sa 25e participation à des Jeux d'été.
Le Comité international olympique autorise à partir de ces Jeux à ce que les délégations présentent deux porte-drapeaux, une femme et un homme, pour la cérémonie d'ouverture. La coureuse cycliste Christine Majerus et le nageur Raphaël Stacchiotti sont nommés porte-drapeaux de la délégation luxembourgeoise.

## Athlètes engagés
| Sport           | Hommes | Femmes | Total |
| --------------- | ------ | ------ | ----- |
| Athlétisme      | 2      | 0      | 2     |
| Cyclisme        | 2      | 1      | 3     |
| Équitation      | 1      | 0      | 1     |
| Natation        | 1      | 1      | 2     |
| Tennis de table | 0      | 2      | 2     |
| Tir à l'arc     | 1      | 0      | 1     |
| Triathlon       | 1      | 0      | 1     |
| Total           | 8      | 4      | 12    |

## Résultats

### Athlétisme
| Athlète         | Épreuve          | 1er tour      | 1er tour | Demi-finale      | Demi-finale | Finale        | Finale |
| Athlète         | Épreuve          | Temps         | Rang     | Temps            | Rang        | Temps         | Rang   |
| --------------- | ---------------- | ------------- | -------- | ---------------- | ----------- | ------------- | ------ |
| Charles Grethen | 1 500 m masculin | 3 min 41 s 90 | 6e       | 3 min 32 s 86 NR | 6e          | 3 min 36 s 80 | 12e    |

| Athlète      | Épreuve                  | Qualification | Qualification | Finale      | Finale  |
| Athlète      | Épreuve                  | Performance   | Rang          | Performance | Rang    |
| ------------ | ------------------------ | ------------- | ------------- | ----------- | ------- |
| Bob Bertemes | Lancer du poids masculin | 20,16 m       | 21e           | Éliminé     | Éliminé |

### Cyclisme sur route
| Athlète           | Compétition | Temps          | Rang |
| ----------------- | ----------- | -------------- | ---- |
| Christine Majerus | Femmes      | 34 min 34 s 13 | 21e  |

| Athlète           | Compétition     | Temps           | Rang            |     |
| ----------------- | --------------- | --------------- | --------------- | --- |
| Kevin Geniets     | Hommes          | Hommes          | 6 h 15 min 38 s | 37e |
| Michel Ries       | 6 h 21 min 46 s | 73e             |                 |     |
| Christine Majerus | Femmes          | 3 h 55 min 13 s | 20e             |     |

### Équitation
| Athlète        | Cheval             | Compétition | Grand Prix | Grand Prix | Grand prix spécial | Grand prix spécial | Grand prix libre | Grand prix libre | Total   | Total   |
| Athlète        | Cheval             | Compétition | Score      | Rang       | Score              | Rang               | Technique        | Artistique       | Score   | Rang    |
| -------------- | ------------------ | ----------- | ---------- | ---------- | ------------------ | ------------------ | ---------------- | ---------------- | ------- | ------- |
| Nicolas Wagner | Quater Back Junior | Individuel  | 70,512     | 25e        | Éliminé            | Éliminé            | Éliminé          | Éliminé          | Éliminé | Éliminé |

### Natation
| Athlète             | Épreuve                  | Série        | Série | Demi-finale | Demi-finale | Finale   | Finale   |
| Athlète             | Épreuve                  | Temps        | Rang  | Temps       | Rang        | Temps    | Rang     |
| ------------------- | ------------------------ | ------------ | ----- | ----------- | ----------- | -------- | -------- |
| Raphaël Stacchiotti | 200 m 4 nages masculin   | 2 min 3 s 17 | 42e   | Éliminé     | Éliminé     | Éliminé  | Éliminé  |
| Julie Meynen        | 50 m nage libre féminin  | 25 s 36      | 25e   | Éliminée    | Éliminée    | Éliminée | Éliminée |
| Julie Meynen        | 100 m nage libre féminin | 55 s 69      | 32e   | Éliminée    | Éliminée    | Éliminée | Éliminée |

### Tennis de table
| Athlète(s)     | Compétition  | Tour préliminaire | 1er tour              | 2e tour          | 3e tour          | 4e tour          | Quarts de finale | Demi-finale      | Finale / MB      | Rang     |
| Athlète(s)     | Compétition  | Adversaire Score  | Adversaire Score      | Adversaire Score | Adversaire Score | Adversaire Score | Adversaire Score | Adversaire Score | Adversaire Score | Rang     |
| -------------- | ------------ | ----------------- | --------------------- | ---------------- | ---------------- | ---------------- | ---------------- | ---------------- | ---------------- | -------- |
| Sarah De Nutte | Simple dames | Exemptée          | Trifonova Défaite 3-4 | Éliminée         | Éliminée         | Éliminée         | Éliminée         | Éliminée         | Éliminée         | Éliminée |
| Ni Xialian     | Simple dames | Exemptée          | Exemptée              | Shin Défaite 3-4 | Éliminée         | Éliminée         | Éliminée         | Éliminée         | Éliminée         | Éliminée |

### Tir à l'arc
| Athlète       | Compétition        | Tour préliminaire | Tour préliminaire | 1er tour          | 2e tour          | 3e tour          | Quarts de finale | Demi-finale      | Finale / 3e place | Rang    |
| Athlète       | Compétition        | Score             | Rang              | Adversaire Score  | Adversaire Score | Adversaire Score | Adversaire Score | Adversaire Score | Adversaire Score  | Rang    |
| ------------- | ------------------ | ----------------- | ----------------- | ----------------- | ---------------- | ---------------- | ---------------- | ---------------- | ----------------- | ------- |
| Jeff Henckels | Individuel hommes, | 646               | 55e               | Gazoz Défaite 0-6 | Éliminé          | Éliminé          | Éliminé          | Éliminé          | Éliminé           | Éliminé |

### Triathlon
| Athlète        | Compétition | Natation (1,5 km) | Transition 1 | Vélo (40 km) | Transition 2 | Course (10 km) | Temps           | Résultat |
| -------------- | ----------- | ----------------- | ------------ | ------------ | ------------ | -------------- | --------------- | -------- |
| Stefan Zachäus | Hommes      | 17 min 56 s       | 39 s         | 56 min 29 s  | 32 s         | 36 min 45 s    | 1 h 52 min 21 s | 44e      |